# Aimee Garcia
 (novembre 2023).
Le contenu est difficilement compréhensible vu les erreurs de traduction, qui sont peut-être dues à l'utilisation d'un logiciel de traduction automatique.
Aimee Garcia est une actrice et scénariste américano-mexicano-portoricaine, née le 28 novembre 1978 à Chicago, dans l'Illinois, aux (États-Unis).
Elle est notamment connue pour son rôle de Jamie Batista dans Dexter et celui d'Ella Lopez dans la série Lucifer.

## Biographie

### Jeunesse
Sa mère, Eloisa, est originaire de Pachuca, Hidalgo, au Mexique, et est diplômée de l'école dentaire de l'Université Northwestern. Son père, Hector, est originaire de San Juan, Porto Rico, et faisait partie des forces armées américaines,. Aimee Garcia commence à jouer dans des publicités lorsqu'elle était enfant, puis elle joue dans sa première pièce de théâtre à l'âge de sept ans,. Elle a grandi à Oak Park, dans l'Illinois, où elle a fréquenté la Fenwick High School,. Pendant ses études, elle a suivi des cours de théâtre au Piven Theatre Workshop. Elle fait des apparitions dans des pièces de théâtre et des comédies musicales locales pendant son séjour à l'Université Northwestern, où elle obtient une triple spécialisation en économie, en journalisme et en français. Après avoir obtenu son diplôme, elle cesse de jouer pendant un an et travaille dans la finance pour un analyste de fonds communs de placement à Brooklyn, New York. Insatisfaite de son travail, elle déménage à Los Angeles, en Californie, vers 2002 pour poursuivre sa carrière d'actrice.

### Doublage
En France, Aimee Garcia est doublée par Dorothée Pousséo.

## Carrière
En 2002, elle interprète Maria dans le sitcom Greetings from Tucson, et elle joue dans le film original de Disney Channel Cadet Kelly. En 2003, elle joue le rôle principal, Lydia, aux côtés d'Anthony Anderson dans le sitcom de la WB All About the Andersons .
Puis elle incarne un Aleph dans l'épisode pilote de Global Frequency en 2004, mais la série n'est pas retenue et l'épisode ne sera pas diffusé. La même année, elle joue dans le film Spanglish avec Adam Sandler.
En 2006, elle joue dans la dernière saison de la série George Lopez, jouant la nièce de Lopez. Puis elle enchaîne en 2007 dans le film D-War. Aimee Garcia joue aux côtés de Jessica Simpson dans la comédie dramatique Major Movie Star (2008).
En 2009 et 2010, elle joue le rôle de Marisa Benez dans le drame médical Trauma. Elle intègre ensuite la distribution de la série Dexter, d'abord en tant que récurrente dans les saisons 6 et 7, avant d'intégrer la distribution principale pour la saison 8. Elle est nommée pour le prix de Performance exceptionnelle d'un ensemble dans une série dramatique aux Screen Actors Guild Awards. Elle joue ensuite le docteur Jae Kim dans le film RoboCop (2014).
En 2016, Aimee Garcia intègre la distribution principale pour la deuxième saison de la série Lucifer, incarnant le médecin légiste du LAPD Ella Lopez,.
En 2019, elle joue dans le film indépendant El Chicano, recevant les éloges de The Hollywood Reporter pour « la forte impression » que sa performance a sucité.
En parallèle de sa carrière d'actrice, Garcia co-écrit la série de bandes dessinées GLOW vs. The Babyface, basé sur la série télévisée GLOW, avec l'ancien lutteur professionnel AJ Mendez. Le premier des quatre numéros est publié par IDW Publishing en novembre 2019. Garcia et Mendez ont également co-écrit la série limitée de quatre numéros Dungeons & Dragons At the Spine of the World. Le premier numéro est publié par IDW en novembre 2020,.
En 2021, elle joue Laura Salgado  dans la deuxième saison de la série Woke, diffusée sur Hulu, co-créée par Keith Knight et Marshall Todd. Elle prête ensuite sa voix dans la série animée Marvel's M.O.D.O.K. sur Disney+, aux côtés notamment de Melissa Fumero,.
Elle participe ensuite à l'écriture du long métrage 47 Ronin : Le Sabre de la vengeance de Ron Yuan, sorti en 2022. La même année, Netflix sort un téléfilm de Noël Christmas with you avec Aimee Garcia et Freddie Prinze jr.
En 2023, elle joue dans une nouvelle production Haviterk avec Paul Campbell, The Cases of Mystery Lane.

## Livres
- GLOW vs. Le Babyface , avec AJ Mendez, illustré par Hannah Templer (IDW Publishing, juin 2020,  (ISBN 978-1684056309) )
- Dungeons & Dragons: At the Spine of the World, avec AJ Mendez, illustré par Martin Coccolo et Katrina Mae Hao (IDW Publishing, juillet 2021,  (ISBN 978-1-68405-791-7) )

## Filmographie

### Actrice

#### Cinéma
- 1996 : The Homecoming
- 2001 : Betaville : Ruby Derain (young)
- 2002 : The Good Girl : Nurse
- 2002 : L.T.R. : Caitlan
- 2003 : Boys Life 4: Four Play : Caitlan (segment L.T.R)
- 2003 : Phone scream
- 2004 : D.E.B.S. : Maria
- 2004 : Boricua : Lola
- 2004 : Spanglish : Narrator (voix)
- 2005 : Sept Ans de séduction (A Lot Like Love) : Nicole
- 2005 : Cruel World : Gina
- 2005 : Dirty : Rita
- 2006 : The Alibi de Matt Checkowski et Kurt Mattila : Operator #1
- 2006 : Mercy Street : Alicia Johnson
- 2007 : D-War : Brandy
- 2007 : Graduation : Suzy Winters
- 2007 : 75 secondes pour survivre : Jody Walters
- 2008 : Universal Signs : Trish
- 2008 : Blonde et dangereuse (Major Movie Star) : Private Vicky Castillo
- 2011 : Go For it : Carmen Saldago
- 2014 : RoboCop de José Padilha : Jae Kim
- 2019 : La Famille Addams (The Addams Family) de Conrad Vernon et Greg Tiernan : Denise (voix)
- 2019 : el Chicano[Quoi ?]
- 2022 : Christmas With You de Gabriela Tagliavini : Angelina
- 2022 : Murder at Yellowstone City de Richard Gray

#### Télévision
- 1999 : Urgences (ER) (série TV) : Leanne Lawler
- 2001 : Resurrection Blvd. (série TV) : Sylvia
- 2001 : V.I.P. (série TV) : Receptionist
- 2001 : Espions d'État (The Agency) (série TV) : Motel Housekeeper
- 2002 : Angel (série TV) : Cynthia York
- 2002 : Cadet Kelly (TV) : Gloria
- 2002 : American Family (série TV) : Young Nina
- 2002 : MDs (série TV) : Gina Willis
- 2002 : Greetings from Tucson (série TV) : Maria Tiant
- 2004 : Jessica (TV) : Amanda
- 2004 : All About the Andersons (en) (série TV) : Lydia
- 2004 : Las Vegas (série TV) : Lizzie Posner
- 2005 : Global Frequency (TV) : Aleph
- 2005 : Les Experts : Manhattan (CSI: NY) (série TV) : Rhonda Chavez
- 2006 : Ultra (TV) : Kyra
- 2006 : Lovespring International (série TV) : Sparkles
- 2007 : Les Experts (CSI: Crime Scene Investigation) (série TV) : Melissa Gentry
- 2007 : Une famille du tonnerre (George Lopez) (série TV) : Veronica
- 2007 : Standoff : Les Négociateurs (Standoff) (série TV) : Tina Markovich
- 2008 : The More Things Change... (TV) : Diana Carter
- 2008 : Supernatural S3 ép12 (série TV) : Secretary Nancy Fitzgerald
- 2008 : My Boys (série TV) : Amy
- 2008 : Les Experts : Miami (CSI: Miami) (série TV) : Andrea Rinell
- 2009 : La Nouvelle Vie de Gary (série TV) : Anna
- 2009 : Bones (série TV) : Jennifer Keating
- 2009 : Trauma (série TV) : Marisa Benez
- 2011 : Off the Map : Urgences au bout du monde (série TV) : Alma
- 2011-2013 : Dexter (saisons 6, 7 et 8) (série TV) : Jamie Batista
- 2012 : Hawaii 5-0 (série TV) : Karla
- 2016 - 2021 : Lucifer (série TV) : Ella Lopez
- 2016 : Rush Hour (série TV) : Sergent Didi Diaz
- 2021 - .... : M.O.D.O.K. (série TV) : Jodie Tarleton

### Scénariste
- 2022 : Blade of the 47 Ronin de Ron Yuan